# Ouratea polygyna
Ouratea polygyna är en tvåhjärtbladig växtart som beskrevs av Adolf Engler. Ouratea polygyna ingår i släktet Ouratea och familjen Ochnaceae. Inga underarter finns listade i Catalogue of Life.